# Zinsverbot
Zinsverbot bezeichnet das im Alten Testament der Bibel und im Koran ausgesprochene Verbot, Zinsen zu verlangen. Dieses Verbot galt über lange Zeit auch im Christentum, wurde später jedoch abgeschwächt bzw. ganz aufgehoben.

## Allgemeines
Dass überhaupt der Kreditgeber vom Kreditnehmer Kreditzins fordern darf, ist auf die wirtschaftliche Überlegung zurückzuführen, dass der Kreditgeber während der Kreditlaufzeit selbst auf die Nutzung seines Kapitals verzichtet und deshalb keine Gewinne oder Erträge aus einer alternativen Geldanlage erzielen kann. Der Kreditzins ist deshalb volkswirtschaftlich als Opportunitätskosten für eine entgangene Nutzung einzustufen. In der Volkswirtschaftslehre stellt der Zins den Preis für den Produktionsfaktor Kapital dar. Geld oder Kapital sind knappe Güter, so dass sie einen Preis erzielen. In der Betriebswirtschaftslehre gehört das Zinsennehmen zum Grundprinzip der Wirtschaftlichkeit.
Diese wirtschaftlichen Argumente haben die Verfechter des Zinsverbots übersehen oder verneint. Bei ihnen genoss der Schuldnerschutz Vorrang. Denn das Zinsverbot beruhe auf der Überlegung, dass insbesondere durch Zinseszins ein exponentielles Wachstum eintrete, durch das der Schuldner in den Ruin getrieben werde. Dem Schuldnerschutz dienten deshalb gesetzliche Höchstzinsen, Verbot des Zinswuchers, Zinseszinsverbote und absolute Zinsverbote.

## Geschichte

### Erste Zinseinschränkungen
Die frühen Erfahrungen mit dem Zins fielen nicht immer positiv aus, denn sein exponentielles Wachstum – insbesondere beim Zinseszins – konnte die Schuldner ausbeuten und in den Ruin treiben. Mit Höchstzinsen versuchten die Regierungen, dieses Zinsrisiko für den Schuldner zu begrenzen oder durch Zinsverbote ganz abzuschaffen. So kannte bereits das babylonische Zinsrecht reguläre Zinsen, Verzugszinsen, Zinsschranken und Zinsverbote.
Für ein Zinsverbot traten Platon und sein Schüler Aristoteles ein. Platon war der Auffassung, dass die Zinseinnahme den Staat schädige, für Aristoteles galt das Zinsennehmen als moralisch schlechtes wirtschaftliches Handeln (Chrematistik). Aristoteles empfand den Zins gesamtwirtschaftlich als Illusion, weil die Geldmenge durch den Zins nicht vermehrt werde, denn dem Zinsertrag des Gläubigers stehe der gleiche Zinsaufwand des Schuldners gegenüber.
Das römische Recht kannte als Regelfall mit dem Mutuum ein zinsloses Darlehen meist aus Gefälligkeit an Verwandte oder Freunde, bei dem Zinsen nur durch eine besondere Stipulation erhoben werden konnten. Für den Darlehenszins verwendeten die Römer lateinisch „usura“ oder lateinisch „fenus“. Es handelte sich zunächst um eine Gebühr für die Vermietung einer vertretbaren Sache (lateinisch res fungibilis). Zinseszinsen (lateinisch usurae usurarum) unterlagen seit Ulpian um 222 nach Christus einem Verbot.

### Altes Testament
Der Tanach, die hebräische Bibel bzw. das Alte Testament, schreibt ein Verbot des Zinsnehmens in mehrfach belegten Varianten fest.
Die Tora verbietet den Zins bei Krediten an Arme (Ex 22,24 ).

„Falls du (einem aus) meinem Volk, dem Elenden bei dir, Geld leihst, dann sei gegen ihn nicht wie ein Gläubiger; ihr sollt ihm keinen Zins auferlegen.“

Die übliche Forschungsmeinung sieht hier eine Regelung, die ursprünglich auf „verelendete Verwandte und Nachbarn“ bezogen war, nun aber durch den Einschub von „meinem Volk“ ausgeweitet wurde.
Das Deuteronominum verlangt: „Du sollst von Deinen Volksgenossen keinen Zins nehmen, weder Zins für Geld, noch Zins für Speise, noch Zins für irgendetwas, was man leihen kann“ (Dtn 23,20 ). Unter „Volksgenossen“ verstand der Tanach nur die Juden. Daraus folgerte man, dass Juden Kredite an Nichtjuden verleihen durften. Das stellt Dtn 23,21  klar: „Von einem Ausländer darfst du Zinsen nehmen …“
Auch das so genannte Heiligkeitsgesetz, nach verbreiteten Forschungshypothesen eine Rechtsschrift der Priesterschrift, formuliert ein Zinsverbot. In Lev 25,36–37  heißt es:

„Und wenn dein Bruder [d. i. ein Mitglied des Volksverbands] verarmt und seine Hand neben dir wankend wird, dann sollst du ihn unterstützen wie den [landlosen] Fremden (hebräisch ger) und Beisassen (hebräisch toschab, d. h. ein nichtjüdischer Ortsansässiger), damit er neben dir leben kann. Du sollst nicht Zins von ihm nehmen und sollst dich fürchten vor deinem Gott, damit dein Bruder neben dir lebt. Dein Geld sollst du ihm nicht gegen Zins (hebräisch neshek, wörtlich „Abbiss“) geben, und deine Nahrungsmittel sollst du nicht gegen Aufschlag (hebräisch marbit) geben.“

Die bibelwissenschaftliche Forschung sieht hierbei eine Ausweitung solidarischer zinsfreier Kredite nicht nur für Verwandtschaft und Sippe, sondern das gesamte Gottesvolk wie auch „Fremde“ und „Beisassen“. Das Zinsverbot steht im Buch Levitikus auch im Zusammenhang mit den Regeln zum Sabbatjahr und zum Schuldenerlass.
Ein solcher Bezug nicht nur auf den Familienverband, sondern das gesamte Volk, wird im deuteronomischen Gesetzeswerk bereits vorausgesetzt. In Dtn 23,20–21  heißt es:

„Du sollst deinem Bruder keinen Zins (hebräisch neshek) auferlegen, Zins für Geld, Zins für Speise, Zins für irgendeine Sache, die man gegen Zins ausleiht. Dem Fremden (hebräisch nochri, d. h. einem Ausländer, der nur vorübergehend im Land weilt) magst du Zins auferlegen, aber deinem Bruder darfst du nicht Zins auferlegen, damit der Herr, dein Gott, dich segnet in allem Geschäft deiner Hand in dem Land, in das du kommst, um es in Besitz zu nehmen.“

Während z. B. noch Max Weber in einer Stellungnahme in der Sonderregelung für „Fremde“ eine Unterscheidung von „Binnenmoral“ und „Außenmoral“ sah und damit antijüdischen Stereotypen entsprach, sieht die bibelwissenschaftliche Forschung hier die Unterscheidung zweier Kreditarten, nämlich zinslosen Notkredit und verzinsbaren Handelskredit mit Gewinnabsicht, wie sie wohl „im kleinen Juda faktisch Sache von Ausländern waren“.
Auch in Schriften der alttestamentlichen Propheten, den Nevi’im, findet sich das Verbot von Zinsen. So rechnet dies der Prophet Ezechiel zu jenen Sünden, die ein „Gerechter“ unterlassen müsse (Ez 18,5–17 , Ez 22,12 ). Die Ketuvim enthalten ebenfalls Bezugnahmen auf ein Zinsverbot, so in Ps 15,5  oder Spr 28,8 .
Das im Alten Testament wahrscheinlich nur gegenüber Notleidenden geltende Zinsverbot wurde in Elephantine und wohl auch in Palästina nach der Mischna nicht befolgt und im talmudischen Recht umgangen. Die Übersetzung zu Dtn 23,20  „Du sollst nicht wuchern, weder mit Geld noch mit Speise“ stammt aus der zwischen 1522 und 1542 von Martin Luther zu Zeiten des Zinsverbots erstellten Bibelübersetzung (Lutherbibel), so dass man unter „Wuchern“ den Zins selbst verstand.

### Neues Testament
Im Neuen Testament ist von einem generellen und absoluten Zinsverbot keine Rede. Jesus Christus sprach vielmehr ganz unbefangen von Geld und Zins: „Dann hättest du mein Geld zu den Wechslern bringen sollen, und wenn ich gekommen wäre, hätte ich das Meine wiederbekommen mit Zinsen“ (Mt 25,27 ). Ein Mann warf seinem Diener vor: „Warum hast du dann mein Geld nicht auf die Bank gebracht? Dann hätte ich es bei der Rückkehr mit Zinsen abheben können“ (Lk 19,23 ). Ein Zinsverbot findet sich aber bei Lukas. Er forderte „gebt ein Darlehen, aber erhofft Euch keine Gewinne davon“ (lateinisch Mutuum date, nihil inde sperantes; Lk 6,35 ).

„Und wenn ihr nur denen Gutes tut, die euch Gutes tun, welchen Dank wollt ihr dafür erwarten? Das tun auch die Sünder. Und wenn ihr nur denen etwas leiht, von denen ihr es zurückzubekommen hofft, welchen Dank wollt ihr dafür? Auch die Sünder leihen Sündern in der Hoffnung, alles zurückzubekommen. Ihr aber sollt eure Feinde lieben und Gutes tun und leihen, auch wo ihr nichts dafür erhoffen könnt. […]“

### Christliche Konfessionen
Mit Aufkommen des Christentums stieß die Zinszahlung auf heftige Kritik der frühen Kirche, denn in Not geratene bedürftige Personen sollten zinslose Darlehen bekommen (Lev 25,36–37 ). Gestützt auf Lukas (s. o.) forderten Johannes Chrysostomos (* um 344, † 407) und Augustinus von Hippo (354–430) einen völligen Zinsverzicht. Für Kleriker bestand das kanonische Verbot seit dem Konzil von Arles und dem ökumenischen Konzil von Nicäa (325). Ein Verstoß dagegen hatte die Exkommunikation, Ausweisung aus der Gemeinde, Verweigerung des kirchlichen Begräbnisses oder Versagung der Absolution zur Folge. Bereits Papst Leo der Große bemerkte nach 440, dass des Geldes Zinsgewinn der Seele Tod sei (lateinisch fenus pecuniae, funus est animae). Das Kirchenrecht (Synode von Arles 314; I. Konzil von Nikaia 325) verbot den Klerikern das Zinsgeschäft unter Exkommunikation und Herabstufung.
Als eigentlicher Ausgangspunkt des Zinsverbots gilt das Gebot im 5. Buch Mose: „Du sollst von deinem Bruder nicht Zins nehmen, weder für Geld noch für Speise noch für alles wofür man Zinsen nehmen kann“ (Dtn 23,20–21 ). Usura erhielt in der Kirchensprache die Konnotation für verbotenen Zins. Das kanonische Recht erklärte Zinseinnehmen für Raub (lateinisch si quis usuram acceperit, rapinam facit, vita non vivit). Karl der Große erklärte folglich in seiner „Allgemeinen Ermahnung“ (lateinisch Admonitio generalis) im März 789 das Zinsverbot zum weltlichen Verbot.
Im Übrigen wurde zwischen unzulässiger lateinisch usura und zulässigem lateinisch interesse unterschieden. So war auch bei einem Darlehen eine Zinsvereinbarung zulässig, wenn dem Geldgeber ein Vorteil entging (lateinisch lucrum cessans), er einen Schaden erlitt (lateinisch damnum emergens) oder die Gefahr des Kapitalverlusts (lateinisch periculum sortis) bestand. Ein Fall des damnum emergens ist z. B. die Vereinbarung einer Strafgebühr für die verspätete Rückzahlung eines zinslosen, befristeten Darlehens.
Der orthodoxe Patriarch Photios I. hielt vor 863 das christliche Zinsverbot für falsch und ließ Verzugszinsen ausdrücklich zu, der byzantinisch-orthodoxe Rechtsgelehrte Theodoros Balsamon ließ die Zinsen (griechisch τόκος, „Junges“) nach 1193 als „Interesse“ gelten, heute noch im Englischen und Französischen gebräuchlich und auch zeitweise im Deutschen.
Das II. Laterankonzil verurteilte 1139 die Raffgier der Geldverleiher und drohte die Exkommunikation an, das III. Laterankonzil bestätigte dies noch einmal und verbot zudem ein christliches Begräbnis. Der Hintergrund war eine immer stärkere Verbreitung unter den Christen. Auch das IV. Laterankonzil 1215 unter Papst Innozenz III. erneuerte das Verbot, verzichtete aber auf ein absolutes Verbot und zielte nur auf den Wucher durch überhöhten Zins, weil die herrschende Praxis zu sehr davon abwich. Thomas von Aquin hielt zwar um 1268 in seiner Sündenlehre der Summa theologiae das „Zinsennehmen an sich für ungerecht“ (II-II Quaestio 78.1).
Für die mittelalterliche Gesellschaft bedeutete das Zinsverbot eine Herausforderung, weil es namentlich in den Städten eine große Nachfragen nach Krediten gab. Größere  Darlehen erhielten sie bis zur Mitte des 14. Jahrhunderts größtenteils von italienischen Kaufleuten. Viele Geldgeschäfte wurden auch auf den Champagnemessen geregelt. Es dauerte anderthalb Jahrhunderte, nämlich bis zum Ende des 14. Jahrhunderts, bis das Zinsverbot der Laterankonzile im Landrecht auch Norddeutschlands verankert war. Doch auch in der Folgezeit wurde das Zinsgeschäft häufig umgangen. Auch Geistliche verliehe immer wieder Geld gegen Zinsen, so der Templerorden (Ritterorden). Der Bischof von Brixen Melchior von Meckau war im Spätmittelalter einer der großen Gläubiger des Fuggerhauses.
Das kanonische Zinsverbot erlaubte aber den Rentenkauf, den erstmals 1270 das Hamburger Stadtrecht als durch Wiederkauf ablösbar anerkannte. Als Umgehung des Zinsverbots galt der Zinskauf, den Papst Martin V. im Juli 1425 als legitim bestätigte. Die Entwicklung des Bankwesens in Italien bspw. durch die Lombarden ab dem 13. Jahrhundert zeigt, dass die Christen das Geschäft professionell übernahmen. Das weltliche Recht kannte faktisch kein Zinsverbot mehr.
Martin Luther nahm im November 1519 mit „Eyn Sermon vom Wucher“ zum Zinsproblem Stellung. „Das leyhen odder borgen soll geschehen frey, an [ohne] allen auffsatz und beschwerung [Zinsen]“. Bereits 1532 erkannte das Reichskammergericht an, dass neben einem Darlehen auch das „aufgelauffen Interesse zu bezahlen schuldig“ sei.

### Zinsverbote im frühen und mittelalterlichen Judentum
In der kasuistischen Diskussion des Talmud werden einige der angeführten Stellen der hebräischen Bibel näher präzisiert und das Zinsverbot weiter verschärft bzw. ausgeweitet. So bezieht Baba mezia 59b die Norm aus Ex 22,24 auch auf den landlosen Fremden (hebr. ger). Der Unterschied von jüdischen oder nichtjüdischen Schuldnern entfällt (vgl. Baba mezia 70b–71a; Makkot 24a).
Papst Alexander III. gestattete den Juden 1179 ausdrücklich das Zinsgeschäft. Sie waren eine kurze Zeit im mittelalterlichen Europa die Einzigen, die nach Kanonischem Recht gewerbsmäßig Geld verleihen durften. Den Juden legten christliche Obrigkeiten vor allem ab dem Spätmittelalter diverse Verbote auf, Handwerk und ähnliches auszuüben (u. a. durch den sog. Zunftzwang), und untersagten ebenso vielfach den Grundbesitz. Daher waren vor allem die europäischen Juden häufig als Geldverleiher tätig. Da die wenigsten Kleingewerbe ohne Kredit auskamen, wurden Juden, besonders in ökonomischen Krisen, als „Wucherer“ betrachtet und beschimpft. So entwickelte sich im Antijudaismus des Mittelalters das Stereotyp des reichen, habgierigen, betrügerischen Juden, des Geldjuden. Der allergrößte Teil der jüdischen Bevölkerung lebte in ärmlichen Verhältnissen, so dass sie gar nicht über die Mittel verfügten, um als Geldverleiher aufzutreten. Es gab aber zweifellos einige wenige begüterte Juden, die – neben den viel zahlreicheren christlichen Geldverleihern – tätig waren, was weder den Bezug zu Juden noch eine Verallgemeinerung zulässt.
Während zur Begründung des Zinsverbots auch in der christlichen Literatur vorwiegend die erwähnten Texte des Alten Testaments dienten, gab es unter jüdischen Autoritäten gelegentlich den Hinweis, dass aufgrund der erduldeten Repressalien für Juden insbesondere das strikte talmudische Zinsverbot temporär als außer Geltung zu betrachten sei, so etwa Jakob ben Meir.
Juden brauchten die christlichen Regeln des Wucherverbots nicht zu befolgen und spezialisierten sich deshalb im Hochmittelalter zu Geldverleihern. Ihnen erlaubte die Thora Zinsgeschäfte (hebräisch עניין) mit Angehörigen anderer Religionen. Die jüdische Auslegung der Thora durch die Tannaim brachte eine erhebliche Verschärfung des biblischen Zinsverbots mit sich, denn es erfasste alle Arten von Kreditgeschäften, den Lieferantenkredit, den Terminkauf oder den Sachdarlehensvertrag.

### Islam
Der Islam forderte nach 622 n. Chr. dazu auf, nicht Zins (arabisch ribā; „Zuwachs, Vermehrung“) zu nehmen, indem die Gläubiger in mehrfachen Beträgen wiedernehmen, was sie ausgeliehen haben (Koran, Sure 3:130). Gleich mehrere Suren befassen sich mit dem Zinsverbot. In Sure 2:275 erklärt Allah den Kaufvertrag (arabisch bayʿ) für zulässig (halāl) und den Zins (ribā) für verboten (harām). Nach Sure 2:279 hat der Kreditnehmer dem Kreditgeber nur das Kapital zurückzuerstatten. Sure 30:39 klärt auf, dass das mit Zins Verliehene zwar die Vermögenswerte der Menschen vermehre, nicht aber bei Gott. Beim islamischen Zinsverbot ist es bis heute in der Scharia geblieben. Das Zinsverbot des Koran trifft die Kreditgewährung (ribā n-nasīʾa), während sich die Sunna mehrfach für das Zinsverbot bei Handelsgeschäften (ribā l-fadl) ausspricht.
Da sich der Islam als göttliches Regelwerk sieht, dessen wichtigstes Heilsmittel in der Erfüllung der göttlichen Vorschriften besteht, ist die Einhaltung des Zinsverbots zentraler Bestandteil der Religion. Infolgedessen sind alle zinstragenden Geschäfte verboten. Hingegen sind alle Erträge akzeptabel, welche auf einem Handel oder einer Investition in ein bestimmtes Produkt beruhen. Zugelassen sind also Handelsfinanzierungen, Risikokapitalvergaben, Vermietungen, Leasing und der Rohstoffhandel. Die gebräuchlichste Investitionsform ist allerdings der Kauf von Aktien privater und öffentlicher Unternehmen; denn Dividenden gelten nicht als Zinsen, weil die Aktionäre keinen Rechtsanspruch darauf besitzen und Dividenden einen erlaubten Gewinn darstellen.
Im Islam gibt es eine Vielzahl von Rechtskniffen (Hiyal; arabisch حيلة / hīla; pl. حيل / hiyal), um die Schari'a-Bestimmungen zu umgehen. Umgehungen dieser Art finden sich in der islamischen Rechtspraxis häufig; sie sind eines der Mittel, die finanziellen Aktivitäten schari'a-konform zu gestalten.

### Lockerungen und Aufhebung im Christentum ab 1500
Weltliche Lockerungen des Zinsverbots traten durch die Reichsabschiede von 1500 (Legitimation des Zinskaufs, Verbot von Wucherzinsen), 1548 (Höchstzins für Christen und Juden 5 %) und 1577 (faktische Aufhebung des Zinsverbots von 1530) ein, die nach ihrem Wortlaut einen Zins von fünf Prozent auch für den Rentenkauf erlaubten, was die Allgemeinheit jedoch auch auf Darlehen bezog. Im Jahre 1638 plädierte der Universalgelehrte Claudius Salmasius für die Zulässigkeit des Zinses. Das Reichskammergericht erkannte den Darlehenszins erstmals nach dem Jüngsten Reichsabschied von 1654 als einklagbar an. Im Westfälischen Frieden von 1648 wurden mit fünf Prozent verzinste Darlehen für zulässig erklärt. Im Anschluss daran hielt die deutsche Rechtswissenschaft das Zinsverbot für gewohnheitsrechtlich abgeschafft. Im Jahre 1698 sprach sich der niederländische Jurist Gerhard Noodt gegen das Zinsverbot aus. Er begründete dies damit, dass der Erlös aus verliehenem Geld eigentlich dem Eigentümer zustehe, so dass es gerecht sei, den Eigentümer durch Zinsen zu entschädigen. Das biblische Zinsverbot hielt Noodt für unbeachtlich, da es kein ius gentium sei, sondern nur für die Juden untereinander gelte, so dass Christen Zinsen nehmen dürften.
Noch 1745 wandte sich Papst Benedikt XIV. in der an die hohe Geistlichkeit Italiens adressierten Enzyklika Vix pervenit entschieden gegen den Zins. In § 3, Absatz I heißt es mit Bezug auf Lukas (s. o.):

„Die Sünde, die usura heißt und im Darlehensvertrag ihren eigentlichen Sitz und Ursprung hat, beruht darin, dass jemand aus dem Darlehen selbst für sich mehr zurückverlangt, als der andere von ihm empfangen hat […] Jeder Gewinn, der die geliehene Summe übersteigt, ist deshalb unerlaubt und wucherisch.“

Die römisch-katholische Kirche hob das kanonische Zinsverbot offiziell erst 1822 auf. Dies wurde von Papst Pius VIII. in einem Schreiben vom 18. August 1830 an den Bischof von Rennes bestätigt.

## Zinsverbot im Staatsrecht
Die Aussagen des Kirchenrechts zum Zinsverbot gelten in säkularen Staaten nicht unmittelbar auch im Rechtswesen. Hier sorgen erst Rechtsnormen wie Gesetze für Regelungen zum Zinsrecht. In der islamischen Welt ist die Trennung bis heute nicht gegeben.

### Deutschland
Ein allgemeines Zinsverbot gibt es nicht. Ein spezifisches Zinsverbot für Geschäftsguthaben bei Genossenschaften ist in § 21 GenG enthalten.
Vom ehemaligen christlichen Zinsverbot ist im heutigen deutschen Recht nur noch das Zinseszinsverbot in § 248 BGB verankert. Danach dürfen Zinseszinsen nur für Habenzinsen auf Einlagen bei Kreditinstituten sowie für Kreditzinsen auf Hypothekendarlehen von Pfandbriefbanken vereinbart werden.

### Europa
In England verbot Heinrich VII. noch 1512 den Zins (englisch usury) und erklärte alle bisherigen zinstragenden Geschäfte für nichtig. Doch Heinrich VIII. legalisierte nach seinem Bruch mit dem Papst 1552 vorübergehend die Zinszahlung in England, die offizielle Aufhebung folgte 1571; es galt ein Höchstzinssatz von zehn Prozent.
In Frankreich blieb der Darlehenszins genau 1000 Jahre nach Karl dem Großen bis zum 12. Oktober 1789 verboten, seitdem galt eine Höchstgrenze von 5 %.
In der nicht-islamischen Welt gibt es gesetzliche Zinsen für den Fall, dass sie vertraglich nicht vereinbart sind (etwa Deutschland, Österreich, Schweiz, Italien oder Frankreich) oder auch nicht (Common Law). Das hat zur Folge, dass selbst bei vertraglich nicht vereinbarten Zinsen der gesetzlich vorgeschriebene Zins gilt. Ist in England ein Zins vertraglich nicht vereinbart, steht hingegen ein gesetzlicher Zins nicht zur Verfügung. Das englische Recht bekennt sich zur Zinsfreiheit, gegen Zinsschranken oder Zinsverbote anderer Länder hat es allerdings nichts einzuwenden.

### Fortbestand in islamischen Staaten
Ein gesetzliches Zinsverbot kennt die Scharia im islamischen Kulturkreis nur dort, wo sie streng und umfassend angewandt wird. Im Jahre 1992 sah bspw. das pakistanische Bundes-Schariagericht in allen Formen des Zinsennehmens einen Verstoß gegen die Scharia. Dort gilt das Zinsverbot als Hauptcharakteristikum der islamischen Wirtschaftsordnung. Solange Muslime in Geschäftsbeziehung untereinander stehen, entspricht das Zinsverbot dem gemeinsamen Rechtsverständnis aller Vertragspartner.
Ein Konflikt tritt jedoch auf, wenn das islamische Zinsverbot auf die generelle Zinserlaubnis in der nicht-islamischen Welt trifft. Getroffene Zinsabreden widersprechen dem Zinsverbot, stellen eine ungerechtfertigte Bereicherung dar und sind deshalb nichtig. Das islamische Zinsverbot gilt auch bei Geschäften zwischen Muslimen und Nichtmuslimen. Will der nicht-islamische Kreditgeber vom islamischen Kreditnehmer Zinsen verlangen und auch vollstreckbar durchsetzen, ist Kollisionsrecht anzuwenden. Als Jurisdiktion bietet sich englisches Recht (englisch the courts of England) an.
Insbesondere der internationale Kreditverkehr und der Interbankenhandel sind hiervon betroffen. Aus diesem Grunde hat sich innerhalb des islamischen Finanzwesens ein islamisches Bankwesen entwickelt, das bei Bankgeschäften scharia-konforme Gestaltungen anbietet. Hierzu gehören die Handelsfinanzierung durch eine als Käufer zwischengeschaltete Bank (arabisch murabaha), die Beteiligungsfinanzierung durch eine stille Gesellschaft (arabisch mudaraba), die Anleihe (arabisch sukuk) oder das Leasing (arabisch idschara). Bei diesen Formen wird der verbotene Kreditzins durch einen Zuschlag (englisch add-on) ersetzt, der genau der Kreditmarge entspricht. Nach dem Bilanzierungsgrundsatz der wirtschaftlichen Betrachtungsweise (englisch substance over form) – der sowohl im Handelsgesetzbuch (HGB; § 246 Abs. 1 Satz 2 HGB) als auch in den IFRS (IFRS 9, IFRS 10) gilt – dürfen diese Zuschläge bei den Gläubigern/Leasinggebern als Kreditzins oder Leasinggebühren verbucht werden.
Seit 2001 decken islamische Großunternehmen aus der Golfregion ihren Kapitalbedarf an Krediten durch Bankenkonsortien, die sich aus islamischen Banken aus der Golfregion und internationalen Großbanken zusammensetzen. Diesen Kreditverträgen werden die Standardverträge der Loan Market Association unter Beteiligung internationaler Anwaltskanzleien zugrunde gelegt.

### Mittelalter und frühe Neuzeit
- Jacques Le Goff: Wucherzins und Höllenqualen. Ökonomie und Religion im Mittelalter. 2. erweiterte Aufl., Stuttgart 2008, eingeleitet von Johannes Fried, ISBN 978-3-608-94468-6.
- Eric Kerridge: Usury, Interest and the Reformation. Ashgate, Aldershot u. a. 2002, ISBN 0-7546-0688-0 (St Andrews studies in Reformation History).
- John T. Noonan: The scholastic analysis of usury. Harvard University Press, Cambridge MA 1957.
- Gerhard Rösch: Wucher in Deutschland 1200-1350. Überlegungen zur Normdidaxe und Normrezeption. In: Historische Zeitschrift 259 (1994), S. 593–636.

### Judentum
- Klaus Werner: Das israelitische Zinsverbot. Seine Grundlagen in Torah, Mischnah und Talmud. In: Johannes Heil, Bernd Wacker (Hrsg.): Shylock? Zinsverbot und Geldverleih in jüdischer und christlicher Tradition. Fink, München 1997, ISBN 3-7705-3160-4, S. 11–20.

### Islam
- Andreas Abu Bakr Rieger: Weg mit dem Zins, Kai Homilius Verlag, Werder (Havel) 2011